# Relais 4 × 400 mètres féminin aux Jeux olympiques d'été de 2000
Navigation
Atlanta 1996 Athènes 2004
L'épreuve du relais 4 × 400 mètres féminin aux Jeux olympiques de 2000 s'est déroulée les 29 et 30 septembre 2000 au Stadium Australia de Sydney, en Australie. Elle est remportée par l'équipe des États-Unis (Jearl Miles-Clark, Monique Hennagan, Andrea Anderson et LaTasha Colander).
En 2007, à la suite du dopage avéré de l'Américaine Marion Jones, le Comité international olympique disqualifie le relais américain et lui retire la médaille d'or. Mais, le 16 juillet 2010, le Tribunal arbitral du sport (TAS) tranche en faveur des sept athlètes américaines qui avaient fait appel de la décision du CIO, statuant que les règlements en vigueur en 2000 ne permettaient pas de disqualifier des équipes entières en raison du dopage d'une athlète. Ainsi, Jearl Miles-Clark, Monique Hennagan, Andrea Anderson et LaTasha Colander, ainsi que Andrea Anderson pour sa participation aux séries, se voient réattribuer la médaille d'or.

## Résultats

### Finale
| Rang               | Athlètes                                                                         | Pays        | Temps         | Note |
| ------------------ | -------------------------------------------------------------------------------- | ----------- | ------------- | ---- |
| Médaille d'or      | Jearl Miles-Clark Monique Hennagan Marion Jones LaTasha Colander Andrea Anderson | États-Unis  | 3 min 22 s 62 |      |
| Médaille d'argent  | Sandie Richards Catherine Scott-Pomales Deon Hemmings Lorraine Graham            | Jamaïque    | 3 min 23 s 25 | SB   |
| Médaille de bronze | Yuliya Sotnikova Svetlana Goncharenko Olga Kotlyarova Irina Privalova            | Russie      | 3 min 23 s 46 | SB   |
| 4                  | Olabisi Afolabi Charity Opara Rosemary Okafor Falilat Ogunkoya Fatima Yusuf*     | Nigeria     | 3 min 23 s 80 |      |
| 5                  | Nova Peris-Kneebone Tamsyn Lewis Melinda Gainsford-Taylor Cathy Freeman          | Australie   | 3 min 23 s 81 | AR   |
| 6                  | Tasha Danvers Donna Fraser Allison Curbishley Katharine Merry                    | Royaume-Uni | 3 min 25 s 67 |      |
| 7                  | Jitka Burianová Hana Benešová Lenka Ficková Helena Fuchsová                      | Tchéquie    | 3 min 29 s 17 |      |
| 8                  | Zulia Calatayud Julia Duporty Idalmis Bonne Daimí Pernía                         | Cuba        | 3 min 29 s 47 |      |

## Légende
Records et Performances
- AR : Record continental (area record)
- CR : Record des championnats (championship record)
- MR : Record du meeting (meet record)
- NR : Record national (national record)
- OR : Record olympique (olympic record)
- PR : Record paralympique (paralympic record)
- PB : Record personnel (personal best)
- SB : Meilleure performance personnelle de la saison (season's best)
- WL : Meilleure performance mondiale de l'année (world leader)
- WJR : Record du monde junior (world junior record)
- WR : Record du monde (world record)

Circonstances et Conditions
- DNF : N'a pas terminé (did not finish)
- DNS : N'a pas pris le départ (did not start)
- DQ : Disqualification (disqualification)
- NM : Aucun essai valable enregistré (No Mark)
- Q : Qualifié « directement » au prochain tour (ou à la prochaine compétition), lors d'une compétition majeure, grâce au classement ou à la réalisation des minima (automatic qualifier)
- q : Qualifié au prochain tour (ou à la prochaine compétition), lors d'une compétition majeure, grâce au repêchage ou à la réalisation de l'une des meilleures performances parmi celles des « non qualifiés directement » (grâce au meilleur temps ou à la meilleure distance par exemple) (secondary qualifier)